# Hotel Louis C. Jacob
Koordinaten: 53° 33′ 1,6″ N, 9° 50′ 37,2″ O
Das Hotel Louis C. Jacob ist ein 5-Sterne-Hotel in Hamburg-Nienstedten. Es liegt an der Elbchaussee 401–403 am Elbuferhang mit beidseitig weitem Blick auf ein- und auslaufende Schiffe.

## Geschichte

### Vorgeschichte
Die Geschichte des Hotelgrundstückes geht bis zum Jahre 1625 zurück. Dokumente belegen, dass ein Bauer namens Heinrich Lüdemann den sogenannten „Kätner Hof“ 1648 an den Nienstedter Pastor Tobias Fabricius Schmidt verkaufte. Nach mehreren Zwischenbesitzern gelangte das Haus 1765 in den Besitz von Margaretha Catharina Burmester. Diese vererbte es ihrem Sohn Nicolaus Paridom Burmester, einem Zuckerbäcker. Wie viele andere Gartenbesitzer des Elbufers hatte auch er das Faible, jedes ankommende und auslaufende Schiff vom Elbufer mit drei Böllerschüssen aus einer extra dafür hergestellten Kanone zu begrüßen. Am 18. Juni 1790 ging die Kanone nach hinten los und tötete Burmester.

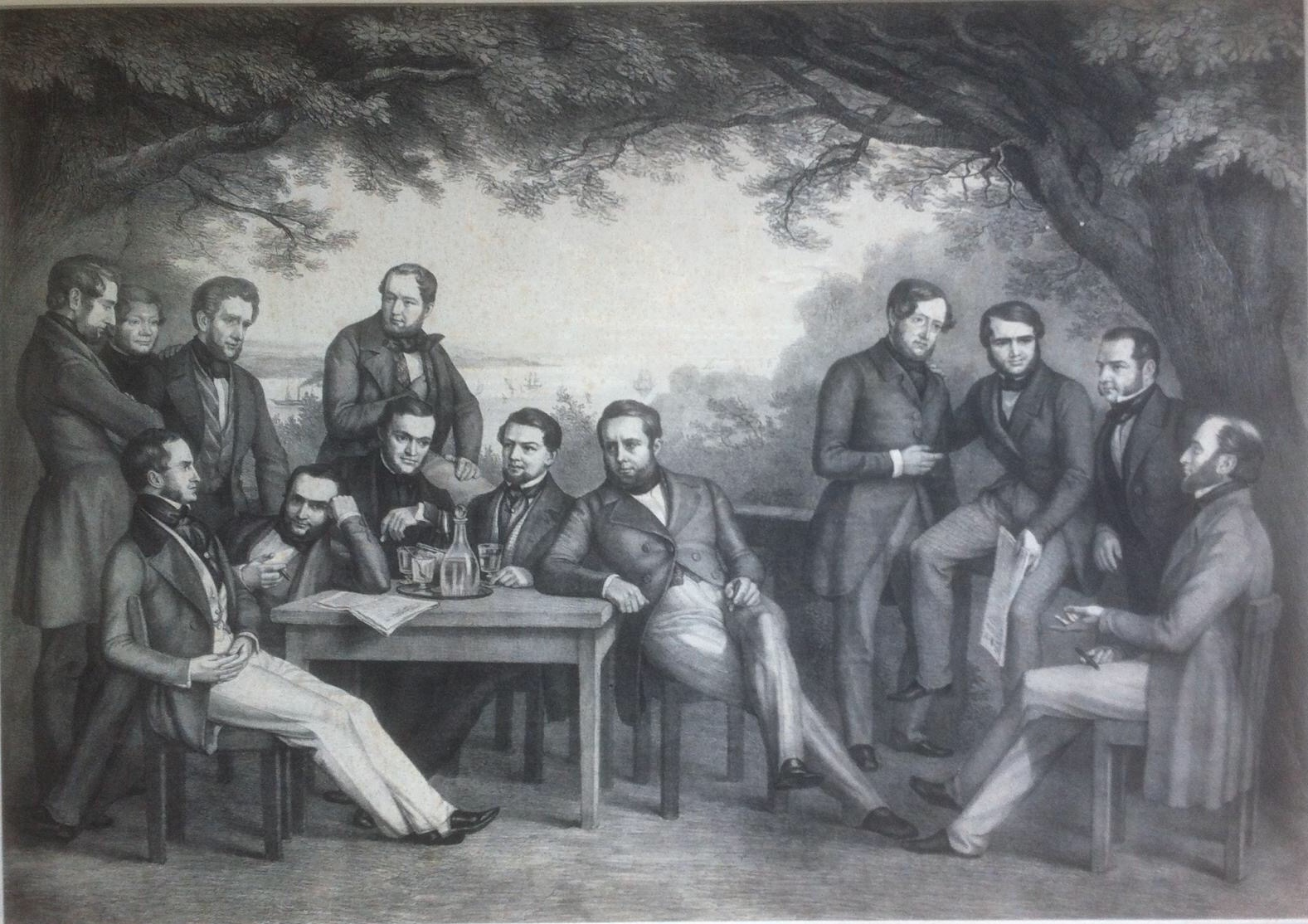
Otto Speckter: Der Heidelberger Club auf der Terrasse des Jacob in Nienstedten, Lithographie, 1847

### Ab 1791 Lindenterrasse
Der französische Landschaftsgärtner Daniel Louis Jacques, der sich später eingedeutscht Louis Jacob nannte, kam aufgrund der Wirren der Französischen Revolution 1791 nach Hamburg. Er kaufte der Witwe Burmester das Anwesen ab und heiratete sie 1791.
Am 1. Juli 1791 eröffnete das Haus direkt an der Elbe erstmals als Beherbergungsbetrieb mit angeschlossener Weinstube. Zusätzlich gilt der Landschaftsgärtner Jacob als Begründer der parkähnlichen Grünanlagen am Nienstedtener Elbhang und der berühmten Lindenterrasse. Jacob war auch mit der Champagnerwitwe Cliquot-Ponsardin befreundet. Eine offizielle Schankkonzession für das Haus bekam er 1802 aus Kopenhagen, denn die holsteinische „Landgemeinde Nienstedten“ (heute Hamburg-Nienstedten) befand sich damals wie die Stadt Altona unter dänischer Krone.
Ab den 1850er Jahren wurde das Jacob als Sehenswürdigkeit in Reiseführern genannt.

### Ab 1900 Hotel

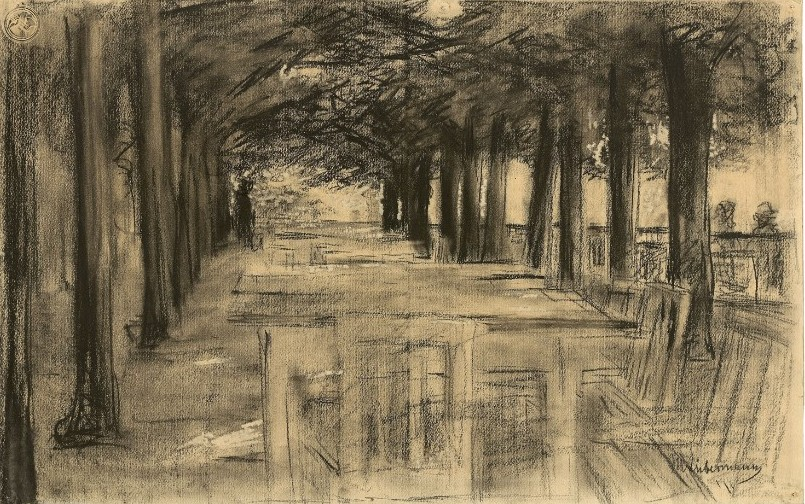
Max Liebermann: Die Lindenterrasse des Restaurants Jacob in Nienstedten, Kreide auf Velin, die Sonnenflecken gekratzt, 1902

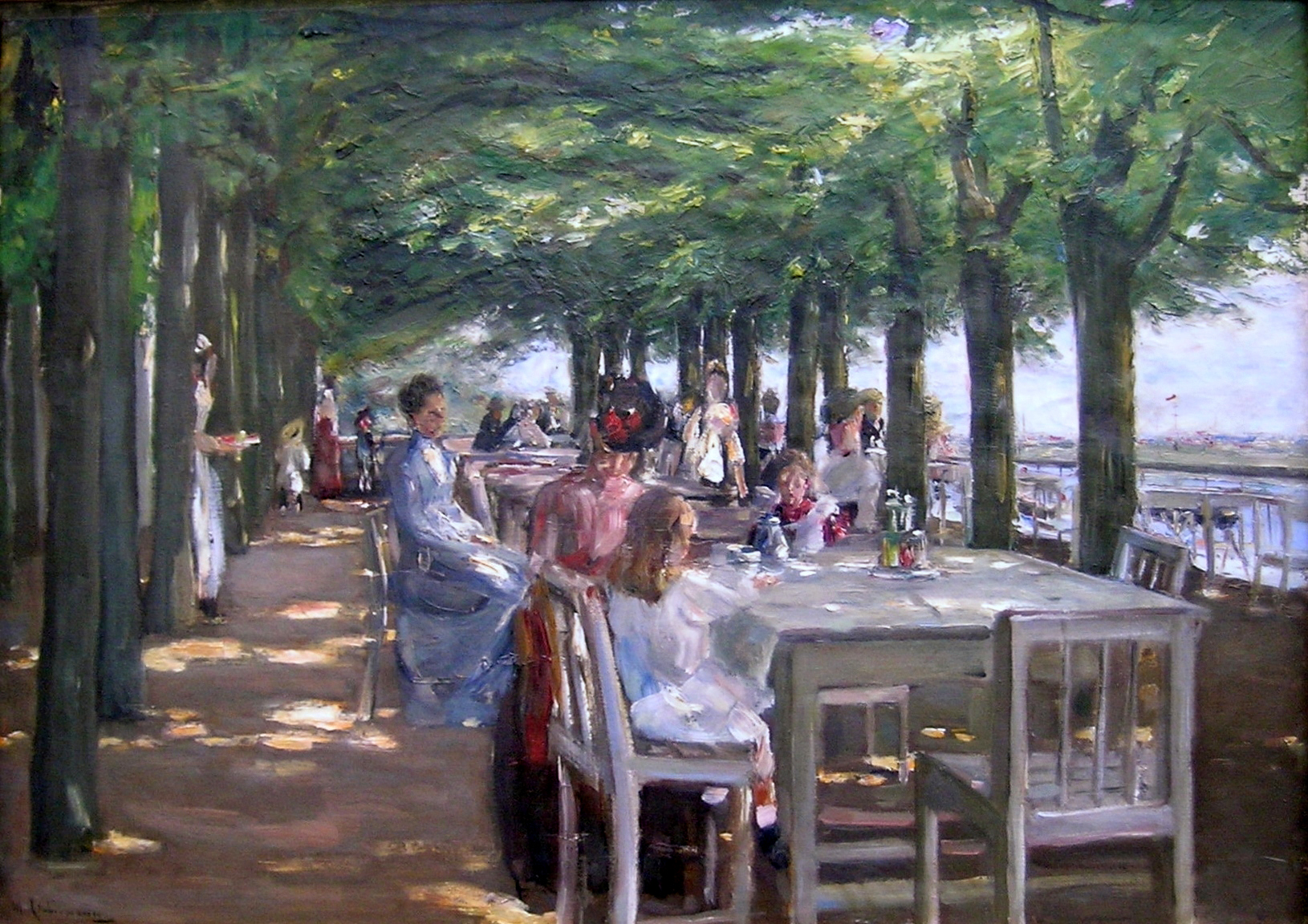
Max Liebermann: Terrasse im Restaurant Jacob in Nienstedten an der Elbe, Ölgemälde, 1902

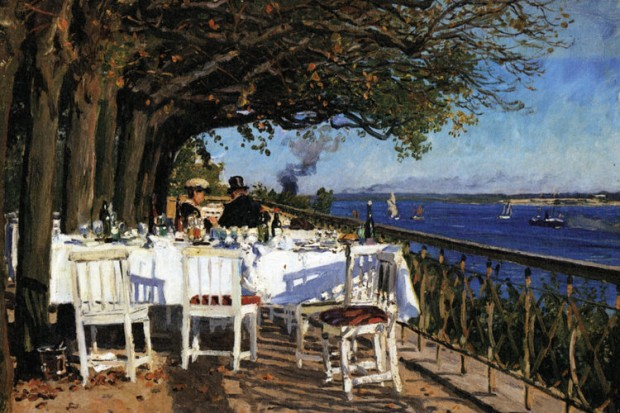
Friedrich Kallmorgen: Auf der Terrasse von Jacob in Nienstedten, Ölgemälde, 1903

Von einem Hotel wurde ab Ende des 19. Jahrhunderts gesprochen. Bekannte Gäste zu dieser Zeit waren Carl Laeisz, Salomon Heine, Kronprinz Friedrich Wilhelm und der Reichskanzler Wilhelm Cuno. 1902 logierte der Maler Max Liebermann über einen längeren Zeitraum im Hotel und malte Ansichten der (schon damals) berühmten Lindenterrasse. (Heute kann man im gesamten Hotel Louis C. Jacob mehr als 500 Originale von Malern und Grafikern des 19. und 20. Jahrhunderts besichtigen.)
1922 ging das Haus in fünfter Generation auf Louis Carl Matthias Jacob über. Er war der erste aus der Familie, der das Haus nicht selber führte, sondern die Führung der Louis Jacob GmbH überließ. Seit 1925 gab es verschiedene Pächter.
Nach dem Zweiten Weltkrieg wurde das Haus ein Transit-Hotel für Offiziere, anschließend ein Kinderheim. Ab 1949 wurde das Haus wieder als Hotel genutzt.
Mit dem Pächter Jürgen Parbs fand das Hotel wieder zur alten Pracht. Prominente wie Erich Kästner, Henry Miller, Zarah Leander, Maria Callas sowie Sepp Herberger waren Gäste des Hauses. 1956 wurde das Gebäude einschließlich des Gartens in die Hamburger Denkmalliste eingetragen. In den 1960er Jahren kam es zu mehreren Skandalen, und Pächter Parbs gab das Hotel kurz danach auf.
1970 wurde das Inventar des Hauses versteigert, die meisten Objekte vom neuen Pächter Armin Gustav und der Erbengemeinschaft der Jacobs per Vorkaufsrecht ersteigert. 1975 zog sich Armin Gustav zurück. Die nachfolgenden Pächter wechselten schnell und das Haus hatte bald Anzeichen des Verfalls.

### Ab 1992 Luxushotel
1992 kaufte der Hamburger Unternehmer Horst Rahe das Haus und entwickelte das „alte Jacob“ zu einem modernen Luxushotel. Durch den Erwerb weiterer Bauten auf der gegenüberliegenden Seite und der Untertunnelung der Elbchaussee entstand ein Gebäudekomplex, der dem Denkmalschutz wie auch modernen Ansprüchen gerecht wurde. Bei der Renovierung fand man unter dem Putz verborgene Wandmalereien, die freigelegt und restauriert wurden. Auch ein historischer Eiskeller wurde entdeckt, der ab 1866 zur Aufbewahrung von frischen Waren gedient hatte. 1996 wurde der Eiskeller in der Denkmalliste unter der Nummer 433 ergänzt.
Das Hotel Louis C. Jacob hat über 85 Zimmer und Suiten. Das Jacobs Restaurant unter dem Küchenchef Thomas Martin wurde mit zwei Michelinsternen und 18 Punkten im Gault Millau ausgezeichnet.
Es gibt die Lindenterrasse, die Weinwirtschaft Kleines Jacob, eine Bar, verschiedene Veranstaltungsräume sowie den historischen Eiskeller für Events.
2008 eröffnete das Hotel mit dem Carls einen gastronomischen Ableger in der Hamburger HafenCity gegenüber der Elbphilharmonie. Das Konzept umfasst ein Bistro, eine Brasserie – norddeutsche Küche mit französischem Akzent – sowie das Louis – Restaurant & Bar, welches auch für Veranstaltungen gemietet werden kann.
Im Juli 2009 wurden Robert Redford und Sybille Szaggars im Hotel kirchlich getraut.
2015 wurde das Hotel für 40 Mio. Euro an den russischen Oligarchen Wladimir Melnichenko verkauft; Betreiber war weiterhin eine Tochtergesellschaft der DSR Hotel Holding, der Deutschen Seereederei (DSR). Seit 2021 ist der Betreiber die DR Hospitality GmbH & Co. KG mit Sitz in Hamburg und Rostock, ein Joint Venture der DSR Hotel Holding GmbH mit der DER Touristik Group, einer REWE-Tochter.
Das bis 2020 zum Hotelverbund The Leading Hotels of the World gehörende Hotel soll sich laut Hamburger Abendblatt, wie auch schon das Hotel Atlantic an der Außenalster, der „Autograph Collection“ anschließen, einer exklusiven Hotelgruppe des internationalen Marriott-Konzerns, die mehr als 320 unabhängige Hotels in rund 50 Ländern umfasst.

## Auszeichnungen
Das Hotel und das Hotelrestaurant haben diverse Auszeichnungen erhalten:
- Zwei Michelinsterne für Jacobs Restaurant von 2011 bis 2020 unter Thomas Martin[14]
- 4,5/5 Kochlöffel für Jacobs Restaurant (Schlemmer Atlas 2009)
- 4/5 Kochmützen für Jacobs Restaurant (Der Große Restaurant & Hotel Guide 2009)
- Oberkellnerin des Jahres 2009 für Jana Steffen (Schlemmer Atlas 2009)
- 18 Punkte/3 Kochhauben für Jacobs Restaurant (Gault-Millau 2009)
- 5 Sterne für das Hotel (Schlemmer Atlas 2008)
- Platz 2 der besten Stadthotels Deutschlands (Hornstein-Ranking 2008)
- Hotelier des Jahres für Jost Deitmar (Gault-Millau 2005)
- Hotel des Jahres (Schlummer Atlas 2003)
- Hotel-Manager des Jahres für Jost Deitmar (Schlemmer Atlas 2003)
- Koch des Jahres für Thomas Martin (Gault-Millau 2002)
- Eines der besten 1000 Hotels der Welt (2014)[15]

## Bildergalerie

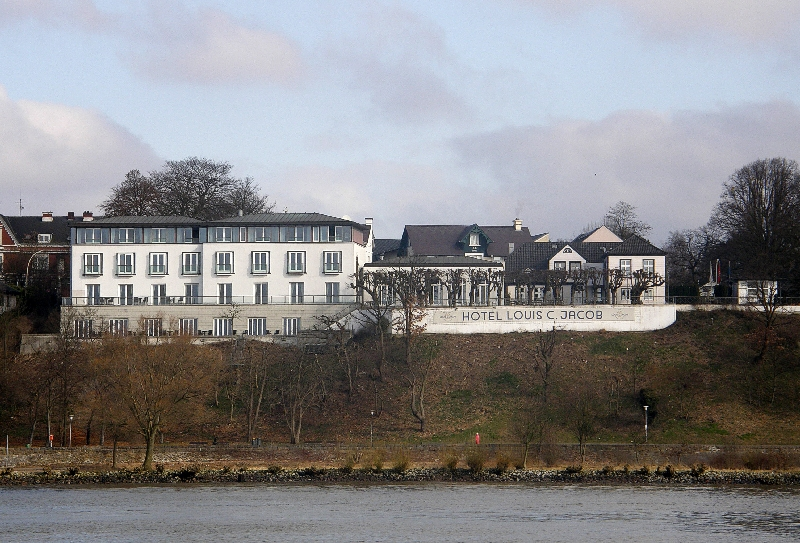
Hamburg-Nienstedten: Südansicht des Hotelrestaurants Jacob von der Elbe aus. Der rechte Teil entspricht dem historischen Abschnitt mit der Lindenterrasse, wie sie Max Liebermann kennenlernte, der linke Abschnitt ist eine moderne bauliche Erweiterung unter Einbeziehung bestehender älterer Bausubstanz an der Elbchaussee.
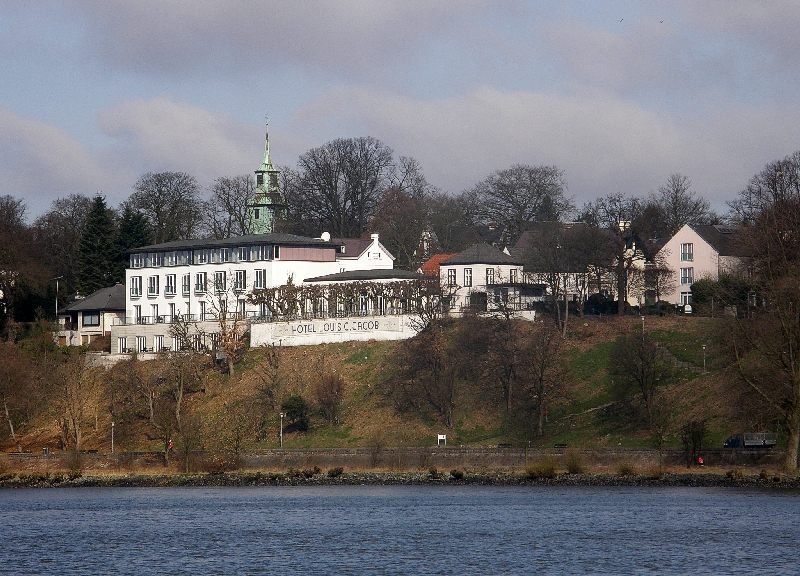
Südost-Ansicht des Hotelrestaurants Jacob von der Elbe aus. Am Ufer bildet der Elbuferweg einen kurzen Abschnitt des Elbuferwanderweges, der hier vorbeiführt. Rechts ist die Jacobs Treppe zu erkennen, die hier von der Höhe der Elbchaussee hinunter zum Ufer führt. Bei dieser Treppe erinnert ein Gedenkstein an die Primus.
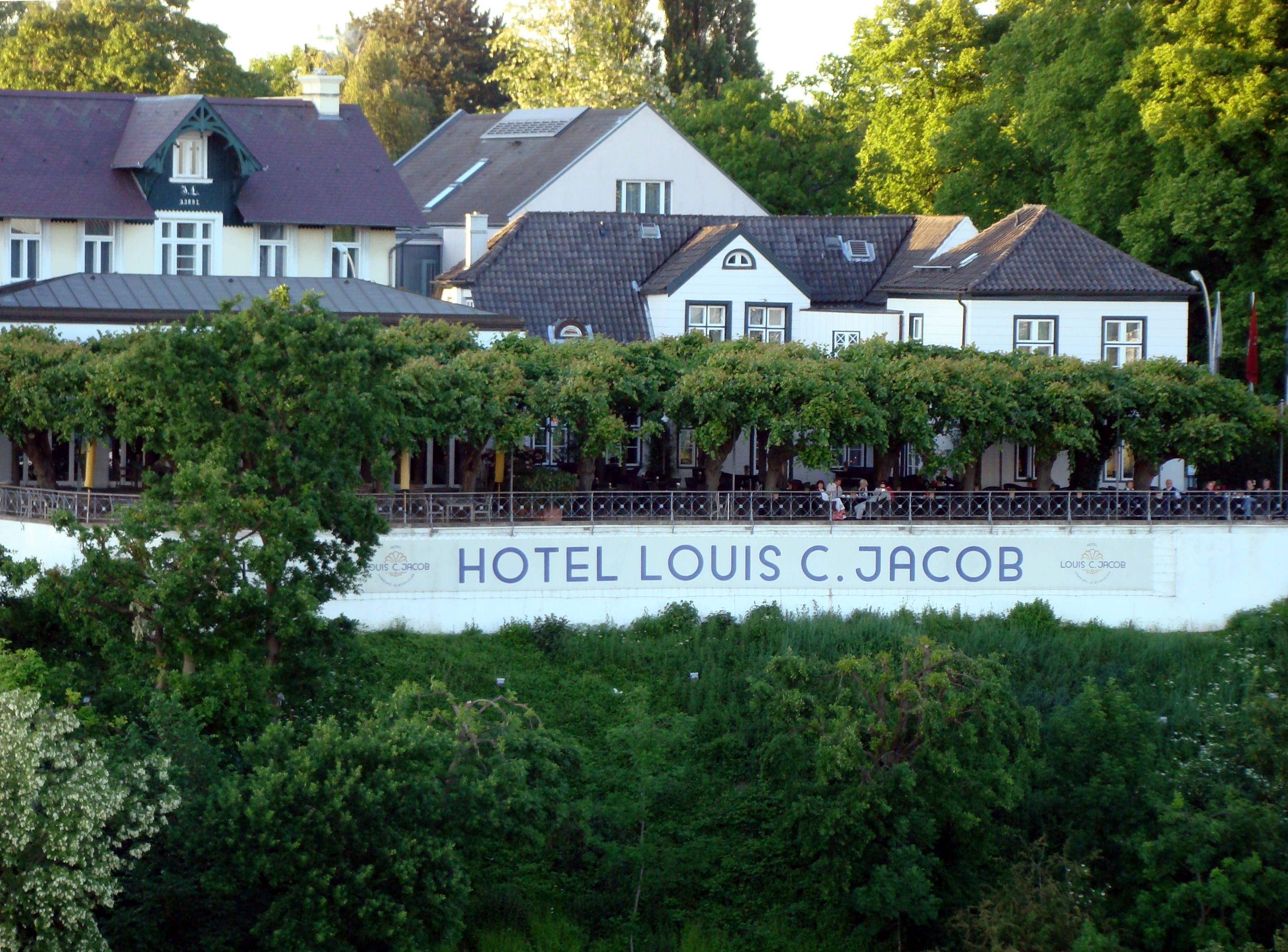
Die „Liebermannterrasse“ im Jahr 2009. Blick von der Elbseite.
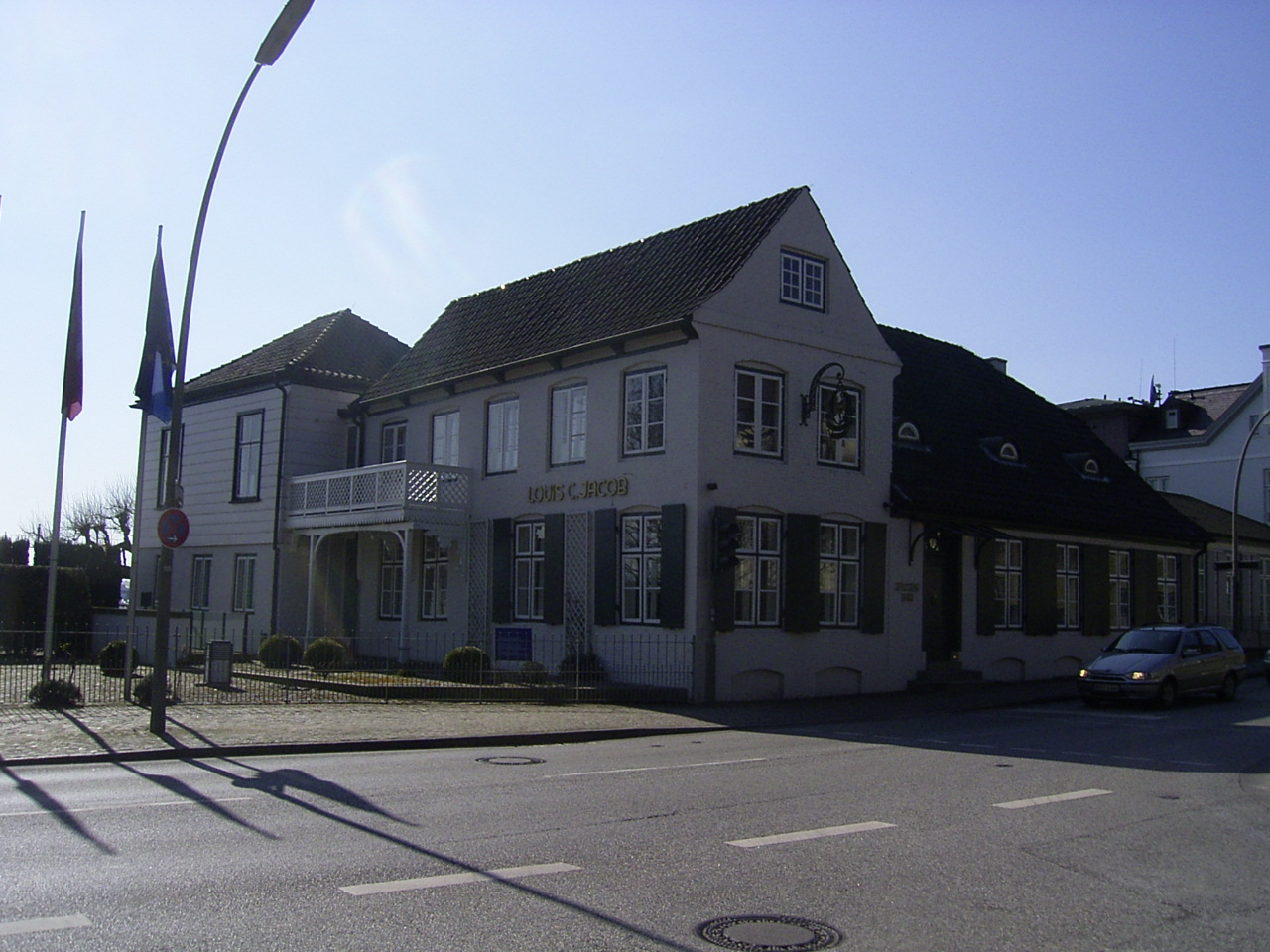
Blick von der Elbchaussee auf die Nordost-Ansicht des Gebäudekomplexes. Dahinter erstreckt sich zur Elbseite die von Liebermann gemalte Lindenterrasse, von der am linken Bildrand ein kleiner Abschnitt zu erkennen ist.
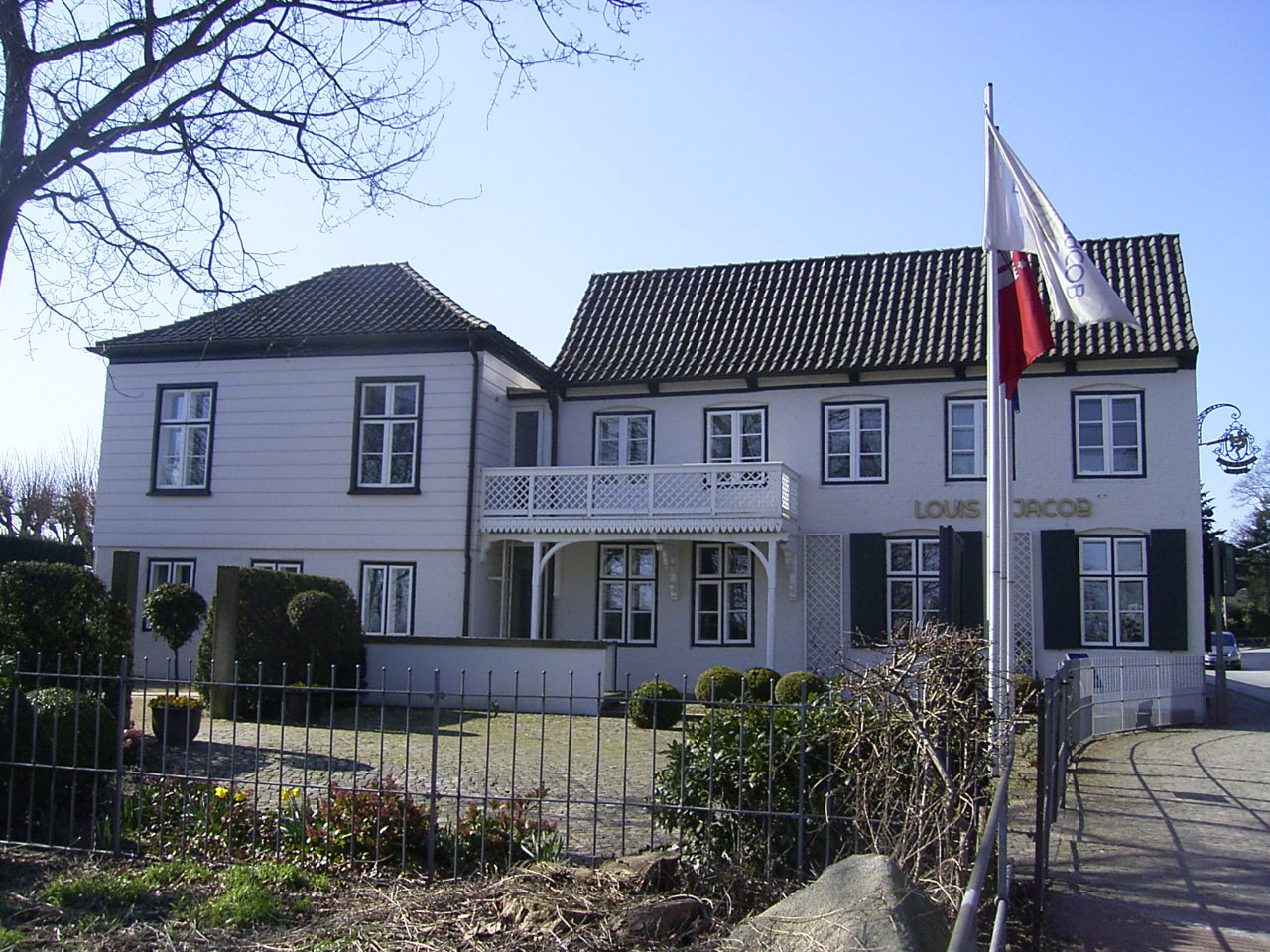
Der Gebäudekomplex ist unter der Elbchaussee mit der zugehörigen Weinwirtschaft Kleines Jacob durch einen Tunnel verbunden.
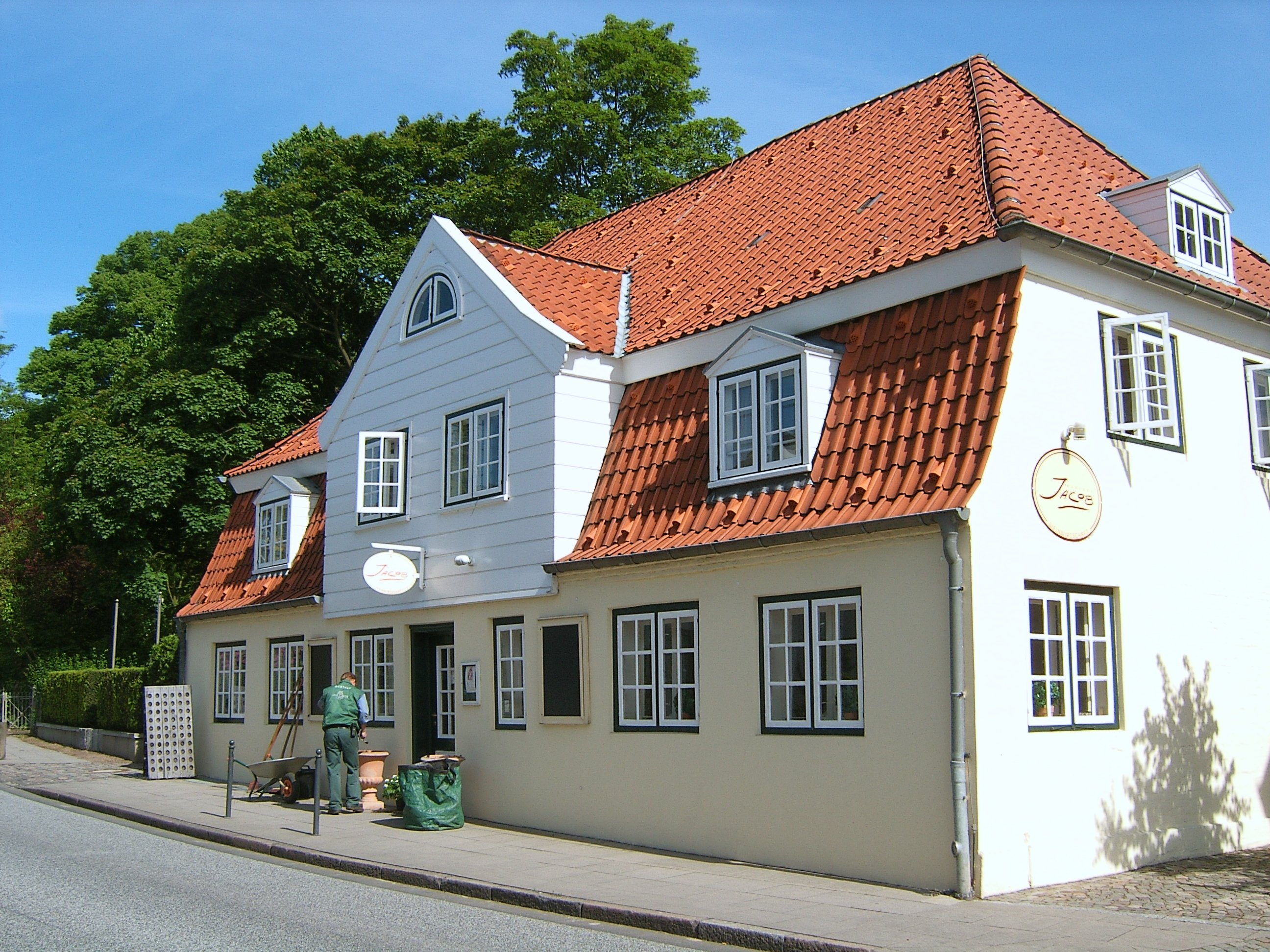
Zugehörige Weinwirtschaft Kleines Jacob an der Elbchaussee gegenüber dem Restaurant.